# Vua Cao Ly
Ngôi vua Cao Ly thuộc về tay dòng họ Vương (왕, 王) qua 34 đời, cai trị từ năm 918 đến năm 1392.

## Hình thành Cao Ly
Người mở Vương nghiệp cho nhà Cao Ly là Vương Kiến (왕건, 王建). Vương Kiến sinh năm 877 trong một gia đình thương nhân ở Songdo (nay là Kaesŏng). Gia đình làm giàu nhờ buôn bán với Trung Quốc. Những năm cuối của nhà Tân La, các thế lực địa phương nổi lên chống lại sự cai trị của nữ vương Jinsung. Trong số này có Cung Duệ (궁예, 弓裔) nổi lên cát cứ vùng Tây Bắc bán đảo Triều Tiên. Vương Kiến cùng cha đã đi theo Cung Duệ. Vương Kiến đã thể hiện được năng lực chỉ huy quân sự của mình và được Cung Duệ trọng dụng. Hai người còn kết nghĩa anh em. Thế lực của Cung Duệ lớn mạnh dần và đánh bại các thế lực kình địch khác. Năm 913, Cung Duệ thành lập nước Teabong và Vương Kiến được phong làm tể tướng. Tuy nhiên, vua Cung Duệ đã thực hiện một chính sách đàn áp Phật giáo và dân chúng khắc nghiệt khiến sự chống đối nổi lên. Năm 918, bốn tướng lĩnh hàng đầu của Teabong là Hồng Nho (홍유; 洪儒), Bùi Huyền Khánh (배현경; 裵玄慶), Thân Sùng Khiêm (신숭겸; 申崇謙) và Bốc Trí Khiêm (복지겸; 卜智謙) lên kế hoạch lật đổ Cung Duệ và mời Vương Kiến lên ngôi. Vương Kiến đồng ý. Cung Duệ bị lật đổ. Vương Kiến bèn lên làm vua, đặt tên nước là Cao Ly (고려 高麗), lấy niên hiệu là Thiên Thụ (天授), tôn Phật giáo làm quốc đạo, tiến hành bình định các miền còn lại ở bán đảo Triều Tiên. Năm 936, sự nghiệp thống nhất bán đảo của Vương Kiến thành công. Một số đối thủ của Vương Kiến được ông mời tham gia liên minh, được phong tước và trang ấp. Vương Kiến tổ chức Cao Ly thành một nhà nước phong kiến tập quyền, đặt quan chế ở trung ương, chia đất nước thành các đơn vị hành chính. Vị thế cầm quyền của dòng họ Wang được củng cố vững chắc.
Vương Kiến mất, ngôi vua truyền sang cho người con trai cả. Thời kì đầu, ngôi vua nhiều khi được truyền từ anh sang em. Các đời vua Cao Ly thứ 2, 3, 4 (Huệ Tông, Định Tông và Quang Tông) đều là con của Thái Tổ. Các đời vua thứ 5, 6, 8 (Cảnh Tông, Thành Tông và Hiển Tông) đều là con của Quang Tông. Các vua đời thứ 9, 10 và 11 (Đức Tông, Tịnh Tông và Văn Tông) đều là con của Hiển Tông. Các vua đời thứ 12, 13 và 15 đều là con của Văn Tông. Các vua đời thứ 18, 19, 20 (Nghị Tông, Minh Tông và Thần Tông) đều là con của Nhân Tông.

## Danh sách 34 đời vua Cao Ly
| Đời thứ | Miếu hiệu          | Thụy hiệu | Hangul | Tên thật          | Tên khác                                       | Thời gian trị vì           |
| ------- | ------------------ | --- | ------ | ----------------- | ---------------------------------------------- | -------------------------- |
| 1       | Cao Ly Thái Tổ     | Ứng Vận Quang Liệt Đại Định Duệ Đức Chương Hiếu Uy Mục Nhân Dũng Thần Thánh Đại Vương 應運光烈大定睿德章孝威穆仁勇神聖大王 | 태조   | Vương Kiến 王建   |                                                | 918─943                    |
| 2       | Cao Ly Huệ Tông    | Nhân Đức Minh Hiếu Tuyên Hiển Cao Bình Cảnh Hiến Nghĩa Cung Đại Vương 仁德明孝宣顯高平景憲義恭大王                         | 혜종   | Vương Võ 王武     |                                                | 943─945                    |
| 3       | Cao Ly Định Tông   | Chí Đức Chương Kính Chính Túc Lệnh Nhân Giản Kính Trang Nguyên Văn Minh Đại Vương 至德章敬正肅令仁簡敬莊元文明大王         | 정종   | Vương Nghiêu 王尧 |                                                | 946─949                    |
| 4       | Cao Ly Quang Tông  | Hoằng Đạo Tuyên Liệt Bình Thế Túc Hiến Ý Hiếu Khang Huệ Đại Thành Đại Vương 弘道宣烈平世肅憲懿孝康惠大成大王               | 광종   | Vương Chiêu 王昭  |                                                | 949─975                    |
| 5       | Cao Ly Cảnh Tông   | Chí Nhân Thành Mục Minh Huệ Thuận Hi Tĩnh Hiếu Cung Ý Hiến Hòa Đại Vương 至仁成穆明惠順熙靖孝恭懿獻和大王                  | 경종   | Vương Trụ 王胄    |                                                | 975─981                    |
| 6       | Cao Ly Thành Tông  | Khang Uy Chương Hiến Quang Hiếu Hiến Minh Tương Định Văn Ý Đại Vương 康威章憲光孝獻明襄定文懿大王                          | 성종   | Vương Trị 王治    |                                                | 981─997                    |
| 7       | Cao Ly Mục Tông    | Hiếu Tư Uy Huệ Khắc Anh Tĩnh Cung Tuyên Nhượng Đại Vương 孝思威惠克英靖恭宣讓大王(宣靈大王)                                | 목종   | Vương Tụng 王诵   |                                                | 997─1009                   |
| 8       | Cao Ly Hiển Tông   | Đại Hiếu Đức Uy Đạt Tư Nguyên Văn Đại Vương 大孝德威達思元文大王                                                           | 현종   | Vương Tuân 王询   |                                                | 1010─1031                  |
| 9       | Cao Ly Đức Tông    | Tuyên Hiếu Cương Minh Quang Trang Kính Khang Đại Vương 宣孝剛明光莊敬康大王                                                | 덕종   | Vương Khâm 王钦   |                                                | 1031─1034                  |
| 10      | Cao Ly Tĩnh Tông   | Hoằng Hiếu An Ý Khang Hiến Anh Liệt Văn Kính Dung Huệ Đại Vương 弘孝安懿康獻英烈文敬容惠大王                               | 정종   | Vương Hanh 王亨   |                                                | 1035─1046                  |
| 11      | Cao Ly Văn Tông    | Chương Thánh Cương Chính Minh Đới Nhân Hiếu Đại Vương 章聖剛正明戴仁孝大王                                                 | 문종   | Vương Huy 王徽    |                                                | 1046─1083                  |
| 12      | Cao Ly Thuận Tông  | Anh Minh Tĩnh Hiến Tuyên Huệ Đại Vương 英明靖憲宣惠大王                                                                    | 순종   | Vương Huân 王勋   |                                                | 1083                       |
| 13      | Cao Ly Tuyên Tông  | An Thành Khoan Nhân Hiển Thuận Tư Hiếu Đại Vương 安成寬仁顯順思孝大王                                                      | 선종   | Vương Vận 王运    |                                                | 1083─1094                  |
| 14      | Cao Ly Hiến Tông   | Cung Thương Định Bỉ Hoài Hiếu Đại Vương 恭殤定比懷孝大王                                                                   | 헌종   | Vương Dục 王昱    |                                                | 1094─1095                  |
| 15      | Cao Ly Túc Tông    | Văn Huệ Khang Chính Minh Hiếu Đại Vương 文惠康正明孝大王                                                                   | 숙종   | Vương Ngung 王顒  |                                                | 1095─1105                  |
| 16      | Cao Ly Duệ Tông    | Minh Liệt Tề Thuận Văn Hiếu Đại Vương 明烈齊順文孝大王                                                                     | 예종   | Vương Vũ          |                                                | 1105─1122                  |
| 17      | Cao Ly Nhân Tông   | Khắc An Cung Hiếu Đại Vương 克安恭孝大王                                                                                   | 인종   | Vương Giai        |                                                | 1123─1146                  |
| 18      | Cao Ly Nghị Tông   | Cương Quả Trang Hiếu Đại Vương 剛果莊孝大王                                                                                | 의종   | Vương Hiện        |                                                | 1146─1170                  |
| 19      | Cao Ly Minh Tông   | Hoàng Minh Quang Hiếu Đại Vương 皇明光孝大王                                                                               | 명종   | Vương Hạo         |                                                | 1170─1197                  |
| 20      | Cao Ly Thần Tông   | Kính Cung Tĩnh Hiếu Đại Vương 敬恭靖孝大王                                                                                 | 신종   | Vương Trác        |                                                | 1197─1204                  |
| 21      | Cao Ly Hi Tông     | Nhân Mục Thành Hiếu Đại Vương 仁穆誠孝大王                                                                                 | 희종   | Vương Anh         |                                                | 1204─1211                  |
| 22      | Cao Ly Khang Tông  | Tuấn Triết Văn Liệt Đản Thông Minh Hiến Di Mưu Mục Thanh Nguyên Hiếu Đại Vương 浚哲文烈亶聰明憲貽謀穆清元孝大王            | 강종   | Vương Hạnh        | Vương Thục/Vương Trinh                         | 1211─1213                  |
| 23      | Cao Ly Cao Tông    | Trung Hiến An Hiếu Đại Vương 忠憲安孝大王                                                                                  | 고종   | Vương Hạo         |                                                | 1213─1259                  |
| 24      | Cao Ly Nguyên Tông | Trung Kính Thuận Hiếu Đại Vương 忠敬順孝大王                                                                               | 원종   | Vương Kính        | Vương Thực                                     | 1260─1274                  |
| 25      |                    | Trung Liệt Cảnh Hiếu Đại Vương 忠烈景孝大王                                                                                | 충렬왕 | Vương Xuẩn        | Vương Thầm                                     | 1274─1298 tái vị 1298─1308 |
| 26      |                    | Trung Tuyên Hiến Hiếu Đại Vương 忠宣憲孝大王 (太尉王)                                                                      | 충선왕 | Vương Chương      | Ích Tri Lễ Phổ Hoa (tên do vua Nguyên ban)     | 1298 tái vị 1308─1313      |
| 27      |                    | Trung Túc Ý Hiếu Đại Vương 忠肅懿孝大王                                                                                    | 충숙왕 | Vương Đảo         | A Lạt Nột Thắc Thất Lí (tên do vua Nguyên ban) | 1313─1330 tái vị 1332─1339 |
| 28      |                    | Trung Huệ Hiến Hiếu Đại Vương 忠惠獻孝大王                                                                                 | 충혜왕 | Vương Trinh       | Phổ Tháp Thất Lí (tên do vua Nguyên ban)       | 1330─1332 tái vị 1339─1344 |
| 29      |                    | Trung Mục Hiển Hiếu Đại Vương 忠穆顯孝大王                                                                                 | 충목왕 | Vương Hân         | Bát Tư Ma Đóa Nhi Chỉ (tên do vua Nguyên ban)  | 1344─1348                  |
| 30      |                    | Trung Định Đại Vương 忠定大王                                                                                              | 충정왕 | Vương Chỉ         | Mê Tư Giam Đóa Nhi Chỉ (tên do vua Nguyên ban) | 1349─1351                  |
| 31      | Cao Ly Vũ Tông     | Cung Mẫn Nhân Văn Nghĩa Vũ Dũng Trí Minh Liệt Kính Hiếu (Cung Mẫn Vương) 恭愍仁文義武勇智明烈敬孝大王 (恭愍王)             | 공민왕 | Vương Kì          | Bá Nhan Thiệp Mộc Nhi (tên do vua Nguyên ban)  | 1351─1374                  |
| 32      |                    | Tiền Phế Vương (Vũ Đại Vương) 前廢王 (禑大王)                                                                              | 우왕   | Vương Vũ          | Tân Vũ                                         | 1374─1388                  |
| 33      |                    | Hậu Phế Vương (Xương Đại Vương) 後廢王 (昌大王)                                                                            | 창왕   | Vương Xương       | Tân Xương                                      | 1388─1389                  |
| 34      | Cao Ly Thuần Tông  | Cung Nhượng Đại Vương 恭讓大王                                                                                             | 공양왕 | Vương Dao         |                                                | 1389─1392                  |